# الغزايا (قرية)
الغزايا هي قرية ليبية تبعد عن العاصمة طرابلس إلى الجنوب الغربي بمسافة 270 كم .من المناطق التي تقع تحت جبل نفوسة أي قدم الجبل منطقة جميلة وتعتبر سياحية وخاصة عين الغزايا تعتبر معلم سياحى ولقربها من معبر وزان، أهل الغزايا عددهم قليل فهم اناس عرب.